# Bartsia aprica
Bartsia aprica är en snyltrotsväxtart som beskrevs av Friedrich Ludwig Diels. Bartsia aprica ingår i släktet svarthösläktet, och familjen snyltrotsväxter. Inga underarter finns listade i Catalogue of Life.